# Tiens, tiens, tiens

Tiens, tiens tiens est une chanson de Ray Ventura et ses Collégiens. Elle a été composée en 1939 pour le film Tourbillon de Paris d'Henri Diamant-Berger, dans laquelle Ray Ventura joue son propre rôle. Elle a été écrite par André Hornez et Paul Misraki.

## Sources